# Acrolophus crescentella
Acrolophus crescentella är en fjärilsart som beskrevs av William Dunham Kearfott 1907. Acrolophus crescentella ingår i släktet Acrolophus och familjen Acrolophidae. Inga underarter finns listade i Catalogue of Life.